# Bevrijdingsmonumenten in Schiedam
De Bevrijdingsmonumenten in de Zuid-Hollandse plaats Schiedam zijn monumenten ter nagedachtenis aan de Tweede Wereldoorlog.

## Beschrijving Monument I
Pieter Starreveld maakte een beeld van een naakte vrouwenfiguur met een duif, als symbool voor de vrede. In de sokkel zijn drie (half)liggende mannen afgebeeld. Op de sokkel werd een inscriptie aangebracht met de tekst 

1940-1945 
Aan allen die streden, 
 die leden voor ons Vaderland

Nog tijdens het maken van het beeld, kwam Starreveld in conflict met het gemeentebestuur van Schiedam, zijn opdrachtgever. Men was niet gecharmeerd van de naaktheid van het beeld. Starreveld vroeg zich in een artikel in Het Parool openlijk af of een naakt beeld gelijkstond aan onzedelijkheid. Immers "een waardig kunstwerk is boven deze normen verheven, omdat het niet in de eerste plaats een afbeelding is van de menselijke figuur, maar een verbeelding, die zich openbaart uit de voorstelling en het materiaal".
De gemeente aanvaardde het beeld in 1949, maar niet als officieel bevrijdingsmonument. Het beeld kreeg in 1950 een plek in het Julianapark en de inscriptie werd verwijderd. Het gemeentebestuur gaf Jan van Luijn opdracht een nieuw monument te maken. Pas twintig jaar na de voltooiing, in 1967, werd het beeld van Starreveld door de gemeenteraad in ere hersteld en kreeg het formeel de status van bevrijdingsmonument. Aan de achterkant van de sokkel werd weer een inscriptie aangebracht met de tekst 

1940 1945 
AAN HEN DIE VIELEN 
DIE STREDEN DIE LEDEN 
 VOOR ONS VADERLAND

## Beschrijving Monument II
Net als Starreveld koos Van Luijn voor een vrouwenfiguur. Ditmaal werd het een bronzen vrouw die zich in vertwijfeling de kleren van het lijf rukt. Opmerkelijk genoeg zou zij, mocht zij in de poging slagen, uiteraard net zo naakt als het eerder afgekeurde beeld. Het beeld van Van Luijn, met de titel Vrouw tredend uit vijf jaar gruwzaamheid, werd wel aanvaard als bevrijdingsmonument. Het werd op 4 mei 1955 onthuld.
Op de sokkel een citaat uit een gedicht van Ida Gerhardt: 

nooit heb ik
 wat mij werd ontnomen 
 zo bitter, bitter 
liefgehad

Ondanks eerherstel van het beeld van Starreveld, vindt de jaarlijkse kranslegging tijdens de Nationale Dodenherdenking plaats bij het monument van Van Luijn.